# Entomodestes leucotis
Entomodestes leucotis là một loài chim trong họ Turdidae.